# Хоспитал
Хоспитал (англ. Hospital; ирл. An tOspidéal) — деревня в Ирландии, находится в графстве Лимерик (провинция Манстер).

## Демография
Население — 628 человек (по переписи 2006 года). В 2002 году население составляло 621 человек.
Данные переписи 2006 года:
| Общие демографические показатели |               |                               |                               |      |      |
| Всё население                    | Всё население | Изменения населения 2002—2006 | Изменения населения 2002—2006 | 2006 | 2006 |
| 2002                             | 2006          | чел.                          | %                             | муж. | жен. |
| 621                              | 628           | 7                             | 1,1                           | 320  | 308  |